# کوجی هاشیموتو (کارگردان)
کوجی هاشیموتو (انگلیسی: Koji Hashimoto; ۲۱ ژانویهٔ ۱۹۳۶ – ۹ ژانویهٔ ۲۰۰۵) کارگردان فیلم اهل ژاپن بود.